# Lessons for Children
Leçons pour les enfants

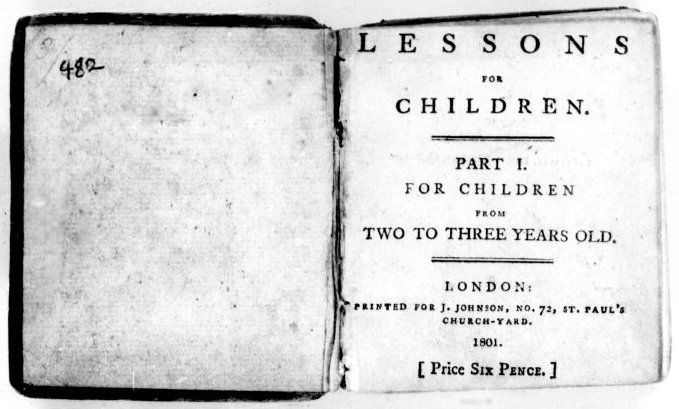
Page de titre d'une édition de 1801 de Lessons for Children, part I.

Lessons for Children (« Leçons pour les enfants ») est une série de quatre livres destinés aux enfants, écrits par l'essayiste et poète britannique Anna Laetitia Barbauld. Publiés entre 1778 et 1779, ces ouvrages initièrent une révolution dans le monde de la littérature enfantine anglo-américaine. Pour la première fois, les besoins des jeunes lecteurs sont sérieusement pris en considération : la complexité des textes croît au fur et à mesure de l'apprentissage de l'enfant. Dans ce qui est peut-être la première manifestation de pédagogie expérientielle en littérature pour enfants anglo-américaine, les livres d'Anna Laetitia Barbauld, sur le mode de la conversation, dépeignent une mère et son fils discutant de la nature. Basés sur les théories éducatives de John Locke, les livres préconisent l'apprentissage par les sens.
La principale morale de Lessons est que les individus font partie d'une communauté ; en ceci, Anna Laetitia Barbauld suit la tradition de l'écriture féminine qui met l'accent sur l'interdépendance de la société. Charles, le héros, explore ses relations à la nature, aux animaux, aux personnes et enfin à Dieu.
Lessons eut un important retentissement sur le développement de la littérature pour enfants en Grande-Bretagne et en Amérique. Maria Edgeworth, Sarah Trimmer, Jane Taylor et Ellenor Fenn, pour ne citer qu'elles, furent inspirées par Lessons et leurs œuvres dominèrent la littérature pour enfants pendant plusieurs générations. Lessons fur réédité pendant plus d'un siècle. Cependant, à cause de la déconsidération dont furent victimes les ouvrages éducatifs, largement due à la faible estime accordée à Anna Laetitia Barbauld, Sarah Trimmer et d'autres par les auteurs romantiques contemporains, Lessons fut rarement étudié par des chercheurs jusque dans les années 1990.

## Publication, structure et théorie pédagogique

### Publication et structure

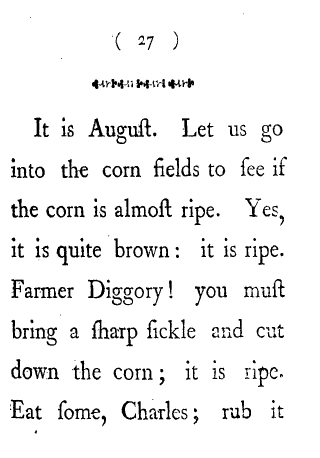
Une page de Lessons for Children, part 2, the first part for children of three (« Leçons pour les enfants, 2e partie, la première partie pour les enfants de trois ans ») (édition de Dublin, 1779) ; on remarque le large espacement et les gros caractères.

Lessons for Children raconte l'histoire d'une mère qui instruit son fils. On suppose que la plupart des événements décrits sont inspirés de l'expérience d'Anna Laetitia Barbauld quand elle a instruit son propre fils adoptif, son neveu Charles, car les événements concordent avec son âge et son évolution. Quoiqu'on ne trouve plus de première édition du livre, Mitzi Myers, spécialiste de la littérature enfantine, a reconstitué une date présumée pour la première édition à partir des lettres d'Anna Laetitia Barbauld et des premières critiques de l'œuvre : Lessons for Children of two to three (« Leçons pour les enfants de deux à trois ans ») en 1778, Lessons for Children of three, part I (« Leçons pour les enfants de trois ans, première partie ») en 1778, Lessons for Children of three, part II (« Leçons pour les enfants de trois ans, deuxième partie ») en 1778, et enfin Lessons for Children of three to four (« Leçons pour les enfants de trois à quatre ans ») en 1779. D'abord publiée en plusieurs volumes, l'œuvre a par la suite été souvent rééditée en un seul.
Anna Laetitia Barbauld demande que ses livres soient imprimés en gros caractères avec de larges marges, pour que les enfants commençant à lire puissent les lire facilement ; elle est plus que probablement « à l'origine » de cette pratique, selon le spécialiste de Barbauld William McCarthy, et « presque certainement celle qui (l'a) popularisée ». Dans son histoire de la littérature pour enfants publiée dans The Guardian of Education (1802–1806), Sarah Trimmer remarque ces innovations, ainsi que l'utilisation de papier de bonne qualité et les larges espaces entre les mots. Cependant, bien qu'ils facilitent la lecture, ces changements rendent également les livres trop chers pour les enfants pauvres, ce qui permet aux livres d'Anna Laetitia Barbauld de créer une esthétique distincte pour les livres destinés aux enfants des classes moyennes.
Les textes sont conçus pour développer les capacités du lecteur, en commençant par des mots simples d'une syllabe, puis en introduisant progressivement des mots de plusieurs syllabes. La première partie de Lessons est constituée de phrases simples comme « L'encre est noire, et les chaussures de papa sont noires ; le papier est blanc, et la robe de Charles est blanche »,. La deuxième partie augmente la difficulté : « Février est très froid aussi, mais les jours sont plus longs, et un crocus jaune pousse, et le bois joli est en fleur, et il y a des perce-neige blancs qui montrent leurs petites têtes »,.
Anna Laetitia Barbauld « se détache des précédents livres de lecture en introduisant des éléments narratifs en vrac avant de commencer sa première histoire » : le narrateur explique l'idée du « séquentiel » à Charles avant de commencer à lui raconter une histoire. Par exemple, les jours de la semaine sont expliqués avant le récit du voyage de Charles en France.

### Théorie pédagogique
Lessons for Children se focalise sur la valeur de toutes sortes de langues et de littératures ; le livre n'apprend pas seulement à ses lecteurs à lire, mais aussi à développer leur capacité à comprendre les métaphores et les analogies. Le quatrième volume, en particulier, décrit des pensées poétiques, et comme le remarque William McCarthy, son passage sur la lune imite le poème d'Anna Laetitia Barbauld A Summer Evening's Meditation :
| Lessons for Children |  | A Summer Evening's Meditation |
| --- |  | --- |
| La Lune dit : Mon nom est Lune ; Je brille pour te donner de la lumière la nuit quand le soleil est couché. Je suis très belle et blanche comme l'argent. Tu peux toujours me regarder, car je ne suis pas assez brillante pour éblouir tes yeux, et je ne te blesse jamais. Je suis douce et gentille. Je laisse même briller les petites lucioles, qui sont toutes sombres le jour. Les étoiles brillent tout autour de moi; mais je suis plus grande et plus brillante que les étoiles, et je ressemble à une grosse perle au milieu de tous ces petits diamants étincelants. Quand tu dors, je brille à travers tes rideaux de mon doux éclat, et je te dis : Dors encore, pauvre petit garçon fatigué, je ne te dérangerai pas,. |  | Une langue dans chaque étoile qui parle à l'homme, et lui enjoint d'être sage ; et ne lui enjoint pas en vain : Cette mort de minuit est le midi de la pensée, Et la sagesse atteint son zénith avec les étoiles. Dans ces heures immobiles l'âme qui se rassemble Se tourne vers l'intérieur, et retient un inconnu ici Dans une grande descente, et plus qu'un rang de mortel, Un embryon de DIEU ; une étincelle de feu divin, Qui doit brûler pendant des siècles, quand le soleil (Claire créature transitoire d'un jour !) A fermé son œil doré, et enveloppé dans les ombres Oublie son voyage à travers l'est,. |

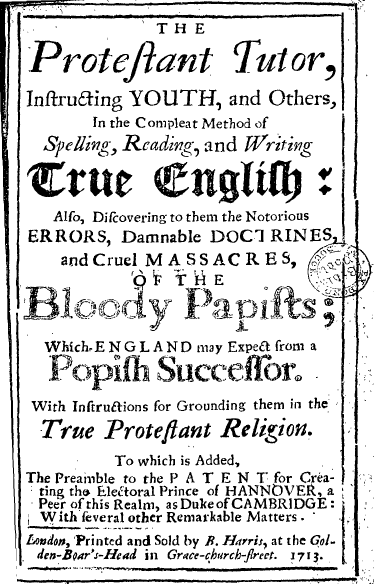
Protestant Tutor par Benjamin Harris, un livre populaire pendant des décennies, ayant servi de source au New England Primer. Le style typographique des prédécesseurs de Barbauld contraste avec les grandes marges et les gros caractères de Lessons for Children.

Anna Laetitia Barbauld développe également avec Lessons for Children un style particulier qui dominera la littérature pour enfants britannique et américaine pendant une génération : un « dialogue informel entre parent et enfant », un style de conversation qui met l'accent sur la communication linguistique. Lessons est d'abord monopolisé par la voix de la mère, mais lentement, au fil des volumes, la voix de Charles se fait de plus en plus entendre, à mesure qu'il prend confiance en sa propre capacité de lire et de parler. Ce style est une critique implicite de la pédagogie de la fin du XVIIIe siècle, qui emploie surtout l'apprentissage par cœur et la mémorisation.
Lessons met en scène la mère et son enfant dans leurs activités quotidiennes et leurs promenades dans la nature. À travers ces activités, la mère de Charles lui fait découvrir le monde qui l'entoure et il l'explore. Ceci est également un défi à la pédagogie de l'époque, qui n'encourage pas l'apprentissage par l'expérience. La mère montre à Charles les saisons, les moments du jour, et différents minéraux en l'amenant à eux, plutôt qu'en les lui décrivant et en lui faisant ensuite réciter ces descriptions. Charles apprend les principes de « la botanique, la zoologie, les nombres, les changements d'état en chimie (...) le système monétaire, le calendrier, la géographie, la météorologie, l'agriculture, l'économie politique, la géologie, (et) l'astronomie ». Il pose également des questions à leur propos, ce qui rend l'apprentissage dynamique.
La pédagogie d'Anna Laetitia Barbauld est basée sur Some Thoughts Concerning Education (1693) de John Locke, le traité pédagogique le plus influent dans la Grande-Bretagne du XVIIIe siècle. En se basant sur la théorie de l'« association des idées » de John Locke, mise en avant dans Some Thoughts Concerning Education, le philosophe David Hartley développe une « psychologie associationniste » qui influence beaucoup les auteurs comme Anna Laetitia Barbauld, qui a lu les travaux de Joseph Priestley sur le sujet. Pour la première fois, théoriciens de l'éducation et enseignants réfléchissent en termes de psychologie du développement. En conséquence, Anna Laetitia Barbauld et les femmes écrivains qu'elle influence produisent les premiers textes « à niveaux » et la première littérature conçue pour un âge spécifique.

## Thèmes

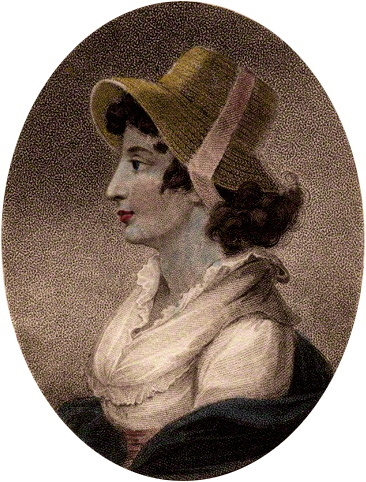
Anna Laetitia Barbauld (1743–1825).

Lessons for Children ne se contente pas d'apprendre à lire, « il initie également l'enfant (lecteur) aux éléments des systèmes de symboles de la société et aux structures de concepts, inculque une éthique, et l'encourage à développer une certaine forme de sensibilité ». L'un des buts principaux des ouvrages est de démontrer que Charles est supérieur aux animaux qu'il rencontre — parce qu'il est capable de parler et de raisonner, il est meilleur qu'eux. Lessons for Children, of Three Years Old, part 2 commence par :
« Sais-tu pourquoi tu es meilleur que Minette ? Minette peut jouer tout comme toi ; Minette peut boire du lait, et s'allonger sur le tapis ; et elle peut courir aussi vite que toi, plus vite même, beaucoup plus vite ; et elle peut mieux grimper aux arbres ; et elle peut attraper des souris, ce que tu ne peux pas faire. Mais est-ce que Minette peut parler ? Non. Est-ce que Minette peut lire ? Non. Alors voici la raison pour laquelle tu es meilleur que Minette — parce que tu peux parler et lire,. »
Andrew O'Malley écrit, dans son étude de la littérature pour enfants du XVIIIe siècle, « de l'aide aux pauvres animaux, (Charles) finit par faire une transition sans difficulté vers les petits actes de charité pour les pauvres enfants qu'il rencontre ». Charles apprend à prendre soin des autres humains à travers son expérience des animaux. Lessons n'est donc pas romantique dans le sens traditionnel ; il ne met pas l'accent sur l'individu solitaire. Comme le remarque William McCarthy, « chaque être humain a besoin d'autres humains pour vivre. Les humains sont des entités communautaires ».
Lessons devait probablement être associé à une autre œuvre d'Anna Laetitia Barbauld, Hymns in Prose for Children (1781), qui a aussi été écrit pour Charles. Comme l'explique F. J. Harvey Darton, spécialiste de la littérature enfantine, les deux ouvrages « ont le même idéal, dans un sens défendu par Rousseau, dans un autre totalement rejeté par lui : la croyance qu'un enfant doit contempler attentivement la nature, et la conviction qu'en le faisant, il sera amené à contempler le Dieu traditionnel ». Cependant, par la suite, d'autres chercheurs ont mis en avant le manque de références religieuses explicites dans Lessons for Children, ce qui contraste particulièrement avec Hymns, pour affirmer que l'ouvrage est laïque.
Un autre thème important de Lessons for Children est le principe de restriction imposée à l'enfant, qui a été interprété à la fois positivement et négativement par les critiques. Dans ce que Mary Jackson appelle le « nouvel enfant » du XVIIIe siècle, elle décrit « un état d'enfance fortement sentimentalisé, enraciné dans la dépendance matérielle et émotionnelle vis-à-vis des adultes » et ajoute que « le nouveau « bon enfant » prend rarement de vraies décisions importantes sans l'approbation des parents (...) En résumé, le nouveau bon enfant est un parangon de soumission obéissante, de vertu raffinée, et de sensibilité appropriée ». D'autres chercheurs comme Sarah Robbins soutiennent au contraire que l'ouvrage ne présente des scènes de contrainte que dans le but d'offrir des images de libération plus loin dans la série : l'éducation d'Anna Laetitia Barbauld, dans cette interprétation, est une progression de la restriction vers la libération, représentée physiquement par le passage lent de Charles des genoux de sa mère au début du premier livre, vers un tabouret près d'elle au début du livre suivant, puis vers son détachement d'elle dans le dernier livre.

## Accueil, critiques et postérité

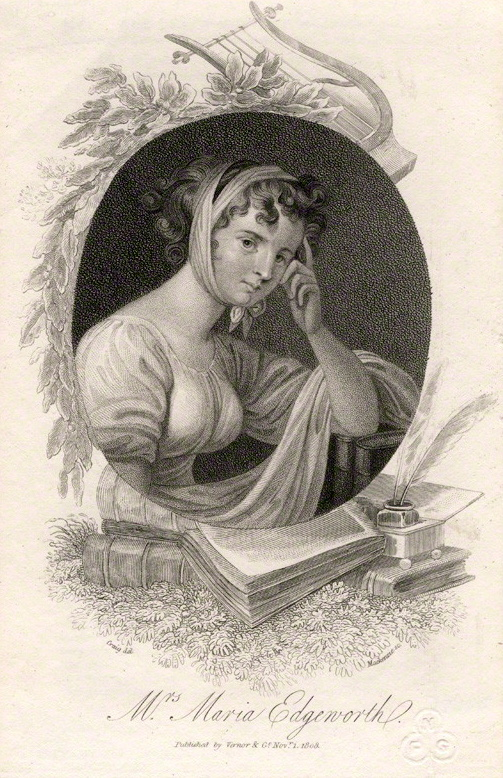
Maria Edgeworth, un des plus importants écrivains pour enfants ayant bénéficié des innovations de Barbauld.

Lessons for Children, ainsi que l'autre principal ouvrage d'Anna Laetitia Barbauld, Hymns in Prose for Children, eurent un impact sans précédent, non seulement ils influencèrent la poésie de William Wordsworth et William Blake, en particulier Songs of Innocence and Experience (1789–94) de Blake, mais ils furent aussi utilisés pour l'instruction de plusieurs générations d'écoliers britanniques et américains. Les ouvrages d'Anna Laetitia Barbauld furent utilisés pour promouvoir la notion de « maternité républicaine » dans l'Amérique du XIXe siècle, et en particulier l'image de la mère comme éducatrice de la nation. Charlotte Yonge, auteur et critique britannique de littérature pour enfants, écrivit en 1869 que ces livres ont appris à « trois quarts de la petite noblesse sur les trois dernières générations » à lire. La poétesse Elizabeth Barrett Browning était toujours capable de réciter le début de Lessons à l'âge de trente-neuf ans.
Des écrivains de toutes sortes ont immédiatement reconnu la nature révolutionnaire des livres d'Anna Laetitia Barbauld. Après l'avoir rencontrée, Frances Burney l'a décrite ainsi que ses livres :
« (...) l'auteur des livres les plus utiles, avec ceux de Mme Trimmer, qui aient été écrits pour nos chers petits enfants ; quoique pour le monde ce soit probablement son mérite très secondaire, ses nombreux et beaux poèmes, et particulièrement les chansons, étant généralement bien estimés. Mais bien d'autres en ont aussi écrits, et souvent des meilleurs ; pour les livres d'enfants, elle a amorcé le nouveau mouvement, qui a été si bien cultivé depuis, vers une meilleure information et une utilité pour les parents. »
Anna Laetitia Barbauld elle-même pense que son but est noble, et encourage d'autres personnes à suivre ses traces. Comme l'explique sa biographe Betsy Rodgers, « elle a donné du prestige à la littérature de jeunesse, et en n'abaissant pas son niveau en écrivant pour les enfants, elle en a inspiré d'autres pour écrire à un niveau aussi élevé ». Grâce à elle, Sarah Trimmer et Hannah More sont encouragées à écrire pour les enfants pauvres et organiser à une grande échelle des écoles du dimanche. Les poétesses Ann Taylor et Jane Taylor commencent à écrire des poésies pour les enfants, donc la plus connue est Twinkle Twinkle Little Star (version anglaise de Ah! vous dirai-je, Maman). Ellenor Fenn écrit une série de livres de lecture et de jeux pour les enfants des classes moyennes, dont Cobwebs to Catch Flies (1784). Richard Lovell Edgeworth entame l'une des premières études systématiques du développement de l'enfant, qui culmine non seulement avec un traité d'éducation coécrit par Richard et Maria Edgeworth, Essais sur l'éducation pratique (Practical Education, 1798), mais aussi avec un recueil de contes pour enfants par Maria, commençant avec L'Aide des parents (The Parent's Assistant, 1798). Thomas Day commence à écrire son History of Sandford and Merton (1783-1789) pour le recueil de Maria Edgeworth, mais l'histoire devient trop longue et est finalement éditée séparément.
Pendant la seconde moitié des années 1790, Anna Laetitia Barbauld et son frère, le médecin John Aikin, écrivent une seconde série de livres, Evenings at Home, pour les enfants de huit à douze ans. Bien qu'ils n'aient pas autant d'influence que Lessons for Children, ces nouveaux ouvrages sont également populaires et sont imprimés pendant plusieurs décennies. Lessons est réimprimé, traduit, plagié et imité jusqu'au XXe siècle ; selon Mitzi Myers, il contribue à fonder une tradition de littérature éducative par les femmes.

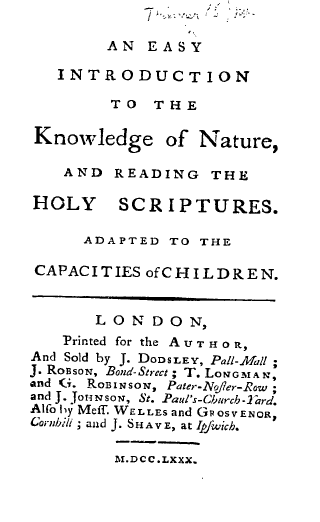
Page de titre de An Easy Introduction to the Knowledge of Nature (1780) de Sarah Trimmer, qui reconnaît l'influence de Barbauld dans sa préface.

Tandis que Thomas Day, par exemple, est cité comme un pionnier de l'éducation, Anna Laetitia Barbauld est souvent décrite dans des termes peu flatteurs par ses détracteurs. Le politicien Charles James Fox et l'écrivain et critique Samuel Johnson ridiculisent ses livres pour enfants en affirmant qu'elle gâche ses talents de poète. Dans Life of Johnson, James Boswell retranscrit les pensées de Johnson :
« Tenter de rendre les enfants prématurément sages est une tâche vaine (...) On attend trop de la précocité, et on en retire trop peu. (Anna Laetitia Barbauld) était un exemple de culture précoce, mais où cela s'est-il terminé ? À épouser un petit pasteur presbytérien, tenant un pensionnat de jeunes enfants, et voilà quelle est toute son occupation maintenant : « faire téter les idiots et faire la chronique des petits ours ». Elle dit aux enfants : « Ceci est un chat, et cela est un chien, avec quatre pattes et une queue ; regardez ! vous êtes bien meilleurs qu'un chat ou un chien, parce que vous pouvez parler. » »
Anna Laetitia Barbauld avait publié en 1773 un célèbre livre de poésies admiré par Johnson ; il considère son passage à la littérature pour enfants comme une déchéance. Cependant, la critique la plus violente et la plus durable vient de l'écrivain romantique Charles Lamb qui écrit dans une lettre au poète Samuel Taylor Coleridge :
« Les livres de Mme Barbauld ont banni tous les vieux classiques des chambres d'enfants (...) Les absurdités de Mme B. et de Mme Trimmer s'empilent partout. Un savoir aussi insignifiant et vide que transmettent les livres de Mme B., apparemment, doit prendre pour un enfant la forme du savoir, & sa caboche vide doit s'enorgueillir de ses propres pouvoirs, quand il a appris qu'un cheval est un animal, & Billy est meilleur qu'un cheval, & d'autres choses pareilles : à la place de tout ce bel intérêt qui fait de l'enfant un homme, alors que tout le temps il se croyait pas plus grand qu'un enfant. La science n'a pas plus succédé à la poésie dans les promenades des enfants que chez les hommes. (...) N'y a-t-il aucune possibilité d'empêcher ce mal ? Imaginez ce que vous auriez été maintenant, si au lieu d'avoir été nourri de contes et de fables de vieilles femmes dans l'enfance, vous aviez été gavé de géographie et d'histoire naturelle ? Maudits soient-ils. Je parle de ce maudit entourage de Barbauld, la ruine & destruction de tout ce qui est humain dans l'homme & l'enfant. »
Cette citation a été utilisée par divers écrivains et érudits pour condamner Anna Laetitia Barbauld et d'autres écrivains de l'éducation pendant un siècle. Mitzi Myers affirme :
« (Lamb) exprime dans une forme embryonnaire des manières de concevoir les enfants, l'enseignement et la littérature qui, depuis, ont longtemps été institutionnalisées dans les rapports historiques et les pratiques d'enseignement : privilégier un canon de l'imagination et sa séparation de tout le savoir culturel qui a d'ébord été considéré comme de la littérature ; l'opposition binaire entre la manière scientifique, empiriste de savoir, et les pensées intuitives et imaginatives ; et même la structure à deux étages des enseignements d'anglais, avec une littérature imaginative, dominée par les hommes, placée au-dessus, et l'instruction pratique de la lecture et de l'écriture, majoritairement enseignée par les femmes à la maison, reléguée aux rangs inférieurs. »
Ce n'est que dans les années 1990 et 2000 qu'Anna Laetitia Barbauld et d'autres femmes ayant écrit des ouvrages éducatifs commencent à être reconnues dans l'histoire de la littérature pour enfants, puis dans l'histoire de la littérature tout court. Mitzi Myers remarque que « la femme écrivain en tant qu'enseignante n'a pas touché l'imagination des chercheurs féministes », et les ouvrages pour enfants d'Anna Laetitia Barbauld sont souvent relégués aux « oubliettes des études de la littérature pour enfants, généralement décriés pour leurs effets pernicieux sur la construction culturelle de l'enfance romantique, ou, en marge des commentaires des grandes œuvres romantiques masculines, considérés peut-être comme des inspirations mineures pour Blake ou Wordsworth ». Les hommes romantiques n'exploraient pas ces genres didactiques qui illustraient les progrès de l'éducation ; au lieu de cela, selon Mitzi Myers, leurs œuvres incarnaient une « nostalgie de la jeunesse perdue et (une) puissante valorisation de la sagesse instinctive de la jeunesse », des conceptions qui n'étaient pas partagées par de nombreuses femmes écrivains de l'époque.
Ce n'est que le début des études sérieuses sur la complexité de Lessons for Children ; William McCarthy, par exemple, a noté l'écho fait à Lessons par The Waste Land de T. S. Eliot :
| Lessons for Children |  | The Waste Land |
| --- |  | --- |
| Allons, rentrons à la maison, c'est le soir. Vois ... comme mon ombre est grande. C'est comme un géant noir qui me poursuit ,... |  | (Viens sous l'ombre de ce rocher rouge), Et je te montrerai quelque chose de différent à la fois De ton ombre au matin s'étendant derrière toi Ou de ton ombre au soir se levant pour te rencontrer,. |